# Puchar Świata w narciarstwie alpejskim 1987/1988
Sezon 1987/1988 Pucharu Świata w narciarstwie alpejskim rozpoczął się 26 listopada 1987 we włoskim Sestriere, a zakończył 27 marca 1988 w austriackim Saalbach-Hinterglemm. Była to 22. edycja pucharowej rywalizacji. Rozegrano 30 konkurencji dla kobiet (8 zjazdów, 6 slalomów gigantów, 4 supergiganty, 10 slalomów specjalnych (2 równoległe) i 2 kombinacje) i 32 konkurencje dla mężczyzn (10 zjazdów, 6 slalomów gigantów, 4 supergiganty, 10 slalomów specjalnych (2 równoległe) i 2 kombinacje).
Puchar Narodów (łącznie) zdobyła reprezentacja Austrii, wyprzedzając Szwajcarię i RFN.

## Puchar Świata w narciarstwie alpejskim kobiet
Wśród kobiet najlepszą zawodniczką okazała się Szwajcarka Michaela Figini, która zdobyła 244 punkty, wyprzedzając swoją rodaczkę Brigitte Oertli i Austriaczkę Anitę Wachter.
W poszczególnych klasyfikacjach tryumfowały:
- Michaela Figini – zjazd
- Roswitha Steiner – slalom
- Mateja Svet – slalom gigant
- Michaela Figini – supergigant
- Brigitte Oertli – kombinacja

## Puchar Świata w narciarstwie alpejskim mężczyzn
Wśród mężczyzn najlepszym zawodnikiem okazał się Szwajcar Pirmin Zurbriggen, który zdobył 310 punktów, wyprzedzając reprezentanta Włocha Alberto Tombę i Austriaka Huberta Strolza.
W poszczególnych klasyfikacjach tryumfowali:
- Pirmin Zurbriggen – zjazd
- Alberto Tomba – slalom
- Alberto Tomba – slalom gigant
- Pirmin Zurbriggen – supergigant
- Hubert Strolz – kombinacja

## Puchar Narodów (kobiety + mężczyźni)
- 1.  Austria – 2004 pkt
- 2.  Szwajcaria – 1975 pkt
- 3.  RFN – 845 pkt
- 4.  Włochy – 727 pkt
- 5.  Francja – 578 pkt